# Paweł Smolik
Paweł Smolik (ur. 9 czerwca 1980 r. w Olsztynie) – polski kulturysta i strongman, Mistrz Polski oraz finalista mistrzostw świata w kulturystyce.

## Życiorys
Sporty siłowe uprawia od 1995 roku. W 2001 brał udział w zawodach „Strong Boy” z udziałem najsilniejszych mężczyzn w kraju.
Począwszy od 2009 roku występuje w zawodach kulturystycznych. W maju 2010 został zwycięzcą Ogólnopolskich Zawodów Kulturystyki, organizowanych w Słupsku. Przyznano mu złoty medal w kategorii kulturystyki klasycznej.
W 2015 został mistrzem Polski w kulturystyce wagi ciężkiej, a także brązowym medalistą Mistrzostw Europy federacji WPF.
W maju 2015 roku gościł w giżyckim klubie „Pasaż”, gdzie odbyła się impreza tematyczna „Bodybuilding Show: Edycja II”. Prezentował rozwiniętą muskulaturę, pozując dla klientek lokalu. Miesiąc później, na początku czerwca, brał udział w podobnym wydarzeniu: w imprezie z cyklu „Kino Kobiet”, organizowanej przez Helios w Olsztynie, prężył muskuły półnago przed kobiecą widownią. Wystąpił w teledysku ArS & AK do piosenki „Czarny Koń” (2020).
Pracuje jako trener personalny oraz instruktor kulturystyki i fitness. Sędzia w Federacji NAC. Wykładowca w Centrum Edukacji i Sportu w Olsztynie. Kilkukrotnie honorowany przez „Orły Aktywności Fizycznej” jako najlepszy trener osobisty: nagrodzono go złotym medalem za jego działalność w 2018, 2019 i 2020 roku.

## Warunki fizyczne
- wzrost: 182 cm[15]

## Osiągnięcia w kulturystyce
- 2009: Mistrzostwa Polski w kulturystyce – finalista[1]
- 2010: Ogólnopolskie Zawody Kulturystyki (Słupsk), kategoria: kulturystyka klasyczna – I m-ce[1][5]
- 2010: Mistrzostwa Polski w kulturystyce klasycznej (Golub Dobrzyń) – II m-ce[1]
- 2010: Otwarty Puchar Krakowa w kulturystyce – III m-ce[1]
- 2010: Mistrzostwa świata w kulturystyce, kategoria 180 cm+ – V m-ce[1][16]
- 2010: Mistrzostwa Europy w kulturystyce – V m-ce[1]
- 2011: Puchar Polski w kulturystyce, federacja NAC, kategoria Men Body 1 – II m-ce[1][17]
- 2012: Mistrzostwa Polski w kulturystyce, federacja NAC,  kategoria Men Body 1 – IV m-ce[1][18]
- 2012: Grand Prix Karpaty, kategoria: kulturystyka ekstremalna – III m-ce[1][19]
- 2015: Mistrzostwa Polski w kulturystyce, federacja WPF, kategoria wagowa ciężka – I m-ce[6]
- 2015: Mistrzostwa Europy w kulturystyce, federacja WPF – III m-ce[6]
- 2015: Mistrzostwa świata w kulturystyce, federacja IBFF, kategoria wysokich zawodników (Bodybuilding Tall) – VI m-ce[6][20]
- 2020: Mistrzostwa Polski w Kulturystyce i Fitness (Skarszewy), federacja WBBF WFF, kategoria +100 kg I miejsce Mistrz Polski oraz w kat. Masters – V m-ce[21]